# Soufrière (ville de Sainte-Lucie)
Soufrière est une ville de la côte ouest de Sainte-Lucie, située dans le district de Soufrière. 

## Histoire
Première ville fondée à Sainte-Lucie par les Français, ancienne capitale de l'île, délaissée au profit de Castries en raison du danger lié par la proximité du volcan, elle est aujourd'hui largement dépendante du tourisme en raison notamment de sa proximité avec les Pitons, site classé au Patrimoine mondial de l'UNESCO depuis 2004.
Le fleuve Soufrière, canalisé lorsqu'il traverse la ville, se jette en mer des Caraïbes à Soufrière.

## Galerie

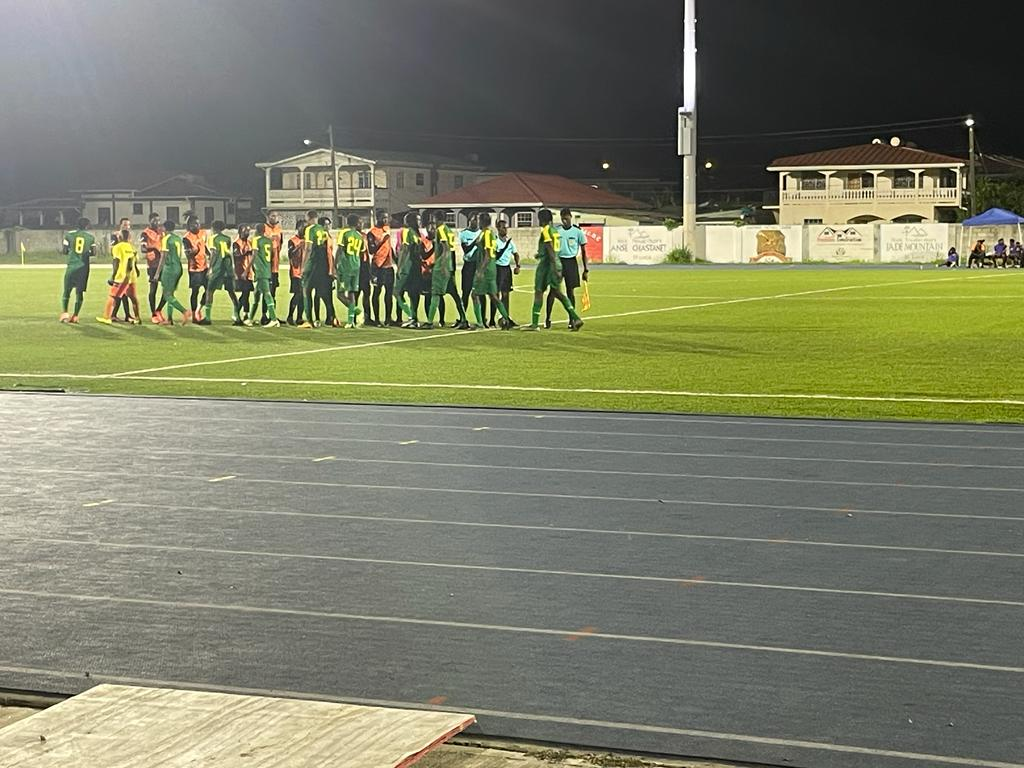
Match de football dans le stade de Soufrière.
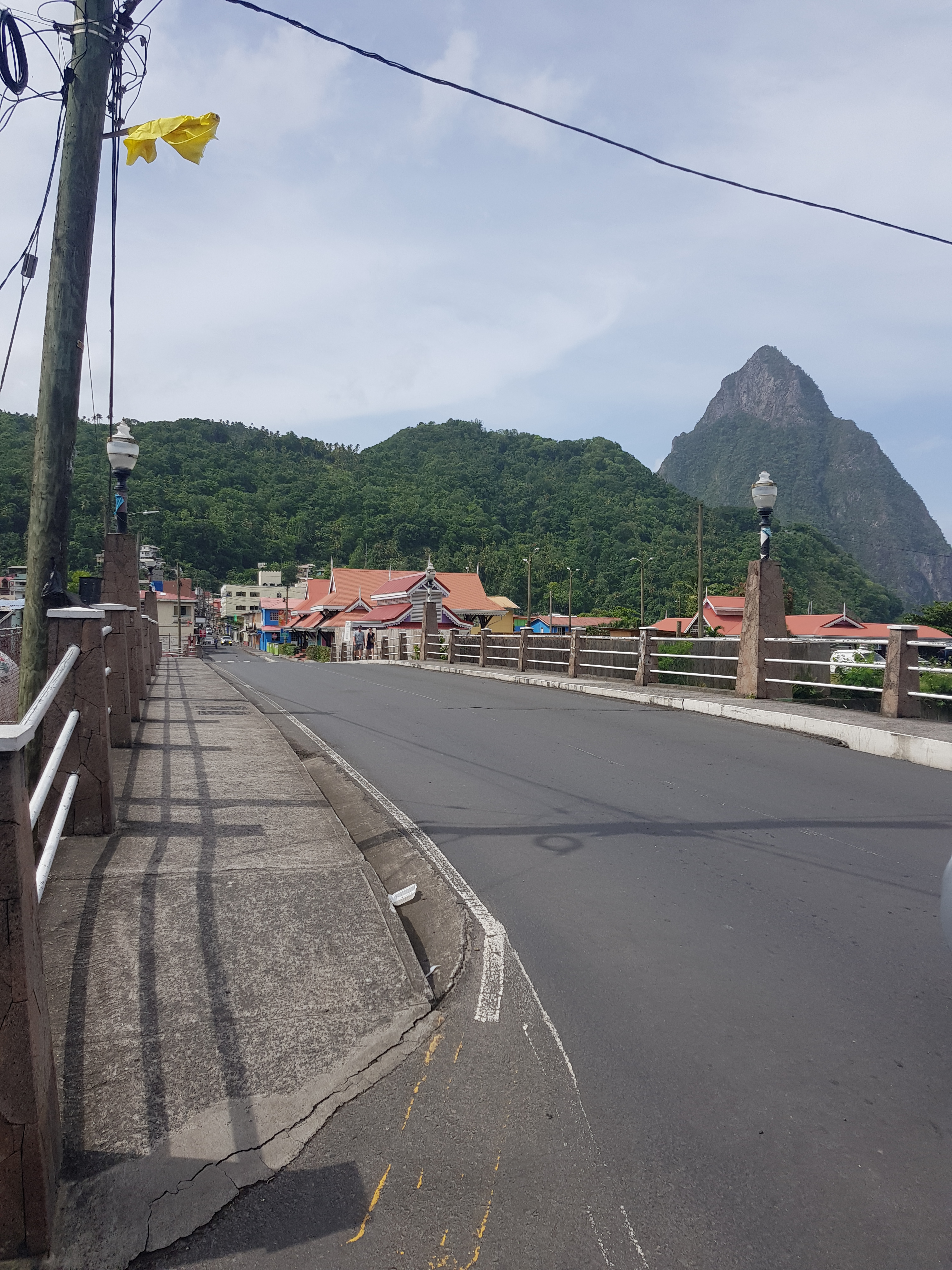
Entrée de la ville de Soufrière.
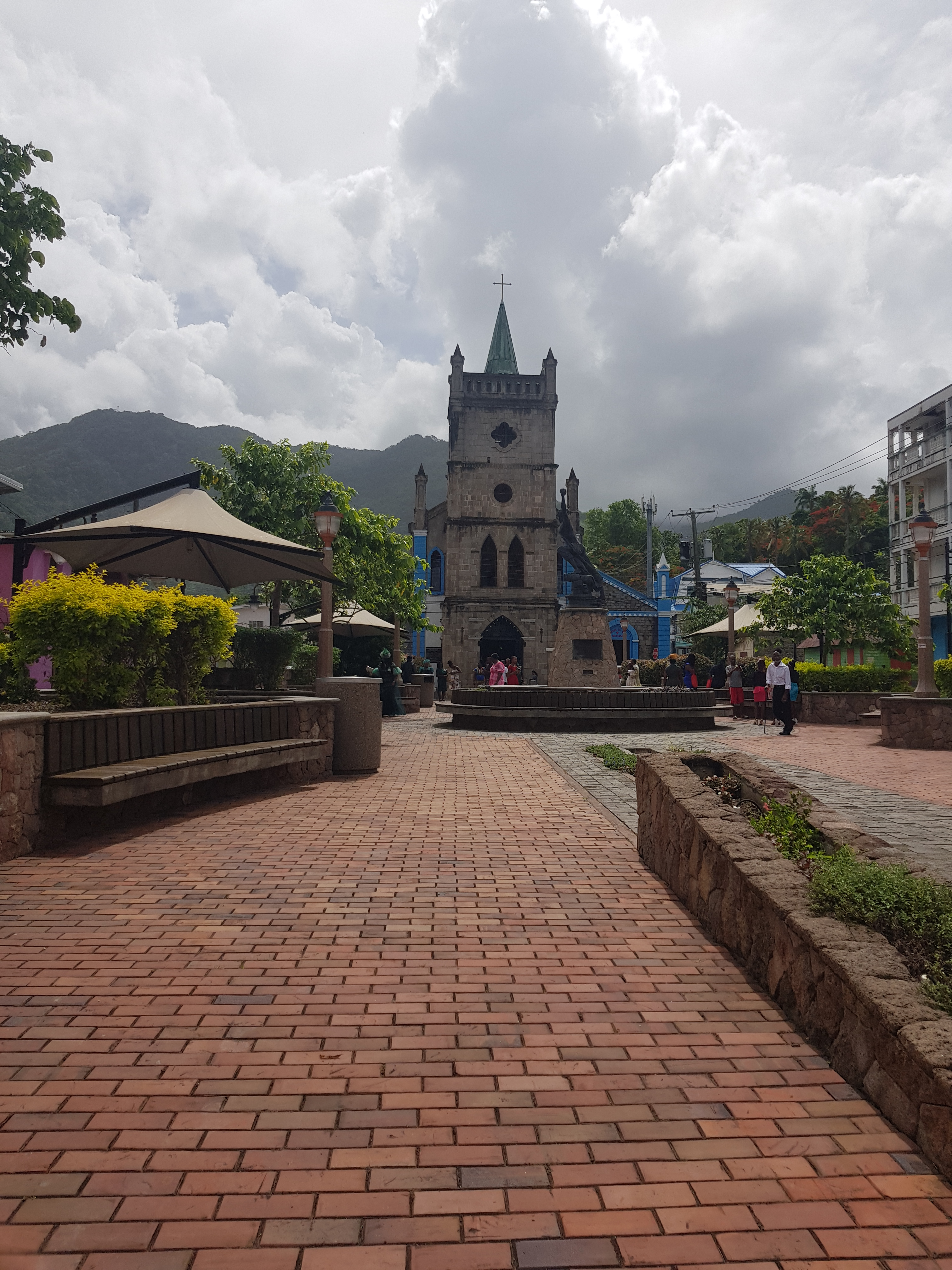
Place de la ville et église de l'Asomption.
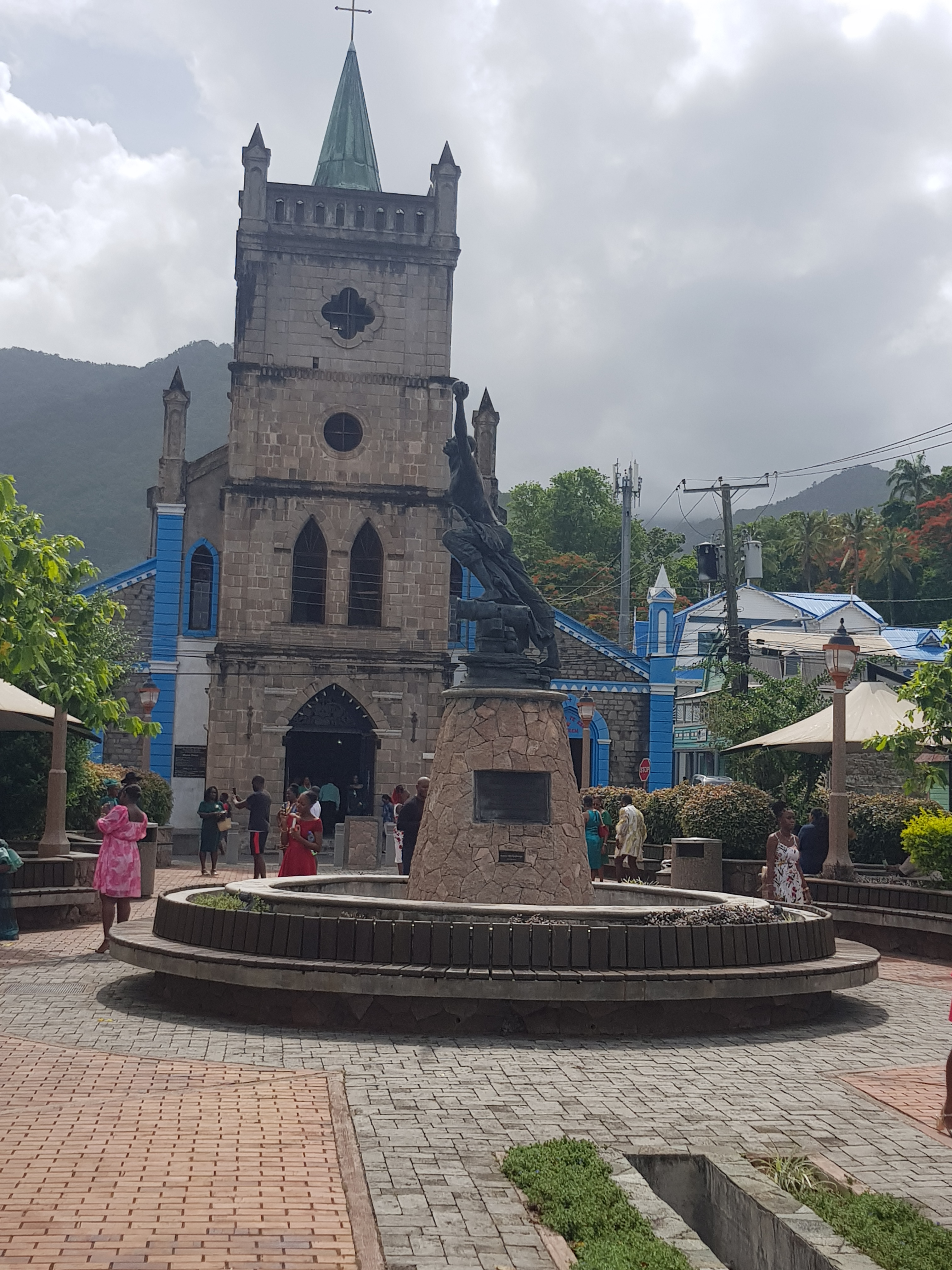
Église de l'Assomption et Monument de la Liberté.
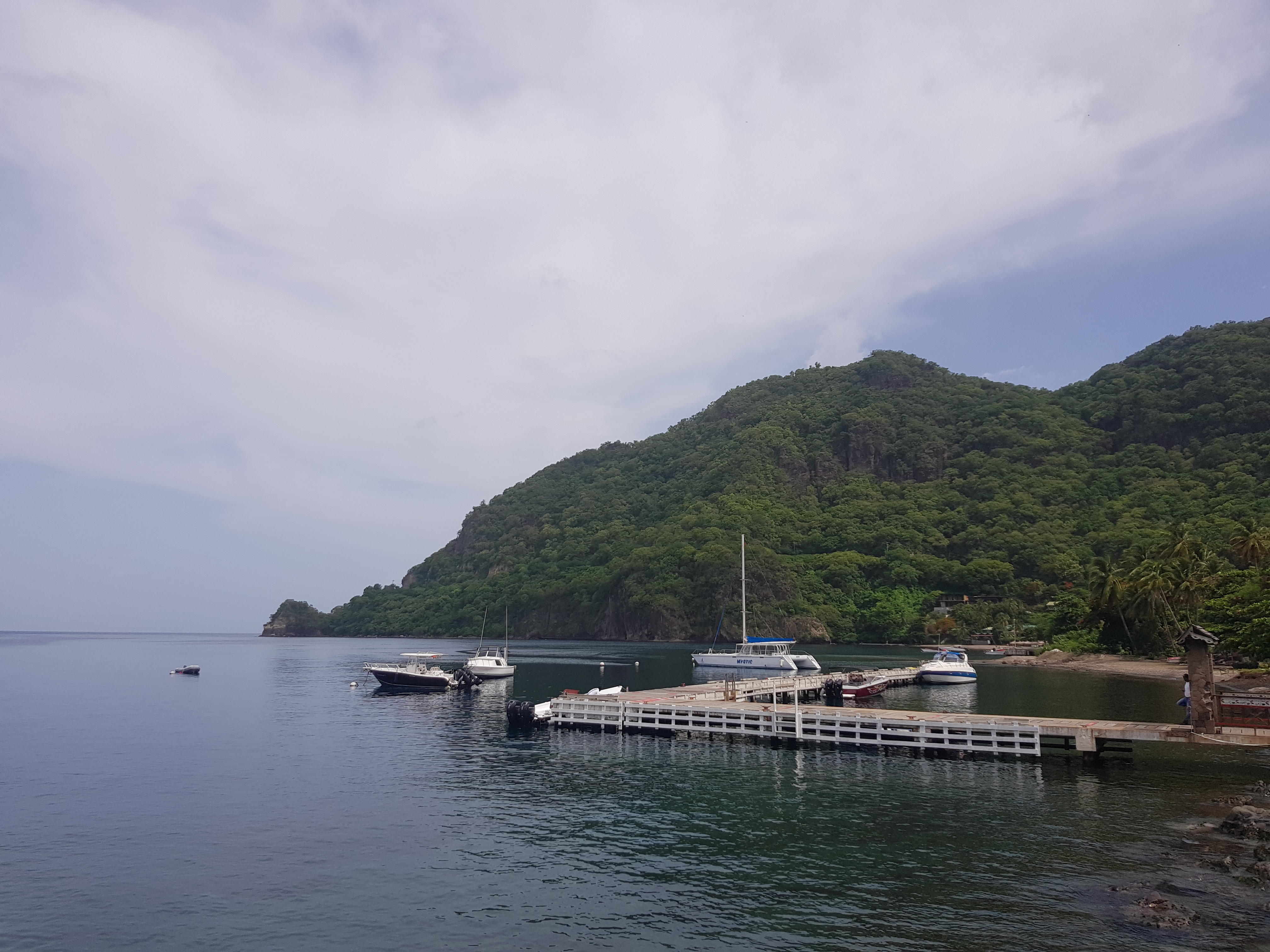
Rachette Point et petit embarcadère, vus de Soufriere.
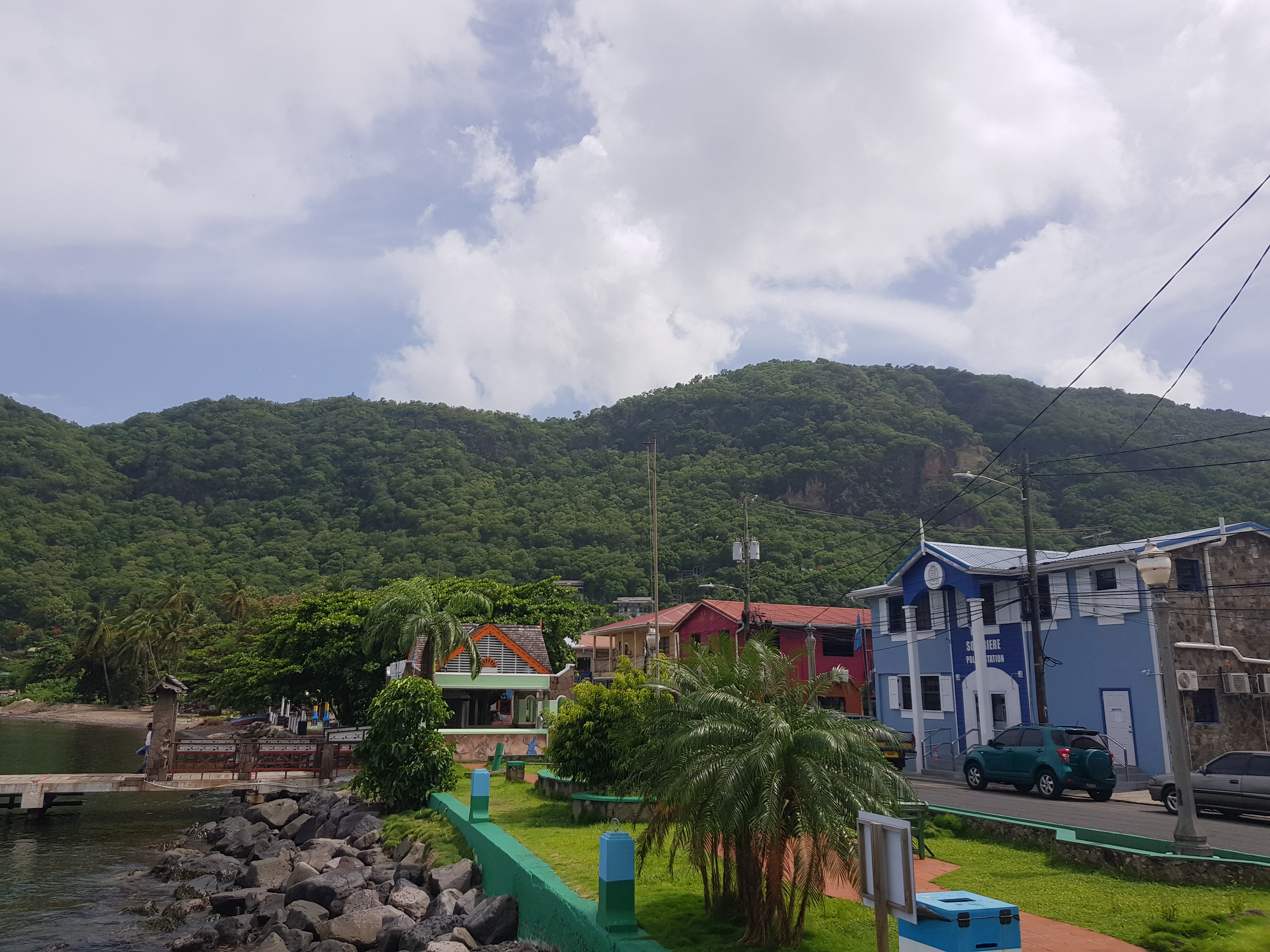
Port de Soufrière.